# Nils Dexe
Nils Ivar Dexe, född 2 augusti 1948, är en svensk jurist.
Nils Dexe blev fiskal i Kammarrätten i Göteborg 1979, var departementsråd i Finansdepartementet 1988–1992 och expeditions- och rättschef i Finansdepartementet 1992–2001. Han var regeringsråd 2001–2014 (från 2011, då Regeringsrätten bytte namn till Högsta förvaltningsdomstolen, med titeln justitieråd).